# Batanario
Batanario (lingua latina: Bathanarius; ... – 408) è stato un politico romano che ricoprì la carica di Comes Africae.

## Biografia
Batanario era imparentato col potente generale Stilicone, avendone sposato una sorella.
Ricoprì la carica di Comes Africae a partire almeno dal 401 e fino al 408: in quell'anno Stilicone fu messo a morte da Onorio, che diede l'ordine di uccidere anche Batanario, sostituendolo in carica con Eracliano.
Agostino d'Ippona riporta la testimonianza del vescovo Severo di Milevi, il quale aveva pranzato col comes Batanario e lo aveva visto fare un esperimento muovendo un magnete sotto un piatto d'argento su cui era collocato un pezzo di ferro.